# .zm
.zm為赞比亚國家及地區頂級域（ccTLD）的域名，1991年开始使用。必須是在赞比亚设有分支机构的法人实体才有資格申請該域名。大部分網站只能使用該域名的三級域名。

## 外部連結
- IANA .zm whois information（页面存档备份，存于）
- .AC Domain Name Registry